# Pallacanestro Varese 2022-2023
Questa voce raccoglie le informazioni riguardanti la Pallacanestro Varese nelle competizioni ufficiali della stagione 2022-2023.

## Stagione
La stagione 2022-2023 della Pallacanestro Varese sponsorizzata Openjobmetis, è la 74ª nel massimo campionato italiano di pallacanestro, la Serie A.
Per la composizione del roster si decise di tornare alla formula con 5 giocatori stranieri senza vincoli.
Il 13 aprile il tribunale federale ha applicato alla società Pallacanestro Varese sedici punti di penalizzazione per atti di frode sportiva e illecito sportivo per non aver ottemperato al pagamento di tutti gli obblighi contrattuali di alcuni tesserati contrariamente a quanto dichiarato in sede d'iscrizione ad inizio stagione.

## Organigramma societario
Dal sito internet della società.
Area dirigenziale
- Presidente: Marco Vittorelli
- Vice-presidente: Giuseppe Boggio
- Consigliere delegato: Antonio Bulgheroni
- Amministratore delegato: Luis Scola
- General Manager: Michael Arcieri
- Direttore sportivo: Mario Oioli
- Team manager: Massimo Ferraiuolo

Area tecnica
- Allenatore: Matt Brase
- Vice allenatore: Paolo Galbiati
- Preparatore atletico: Silvio Barnabà
- Responsabile scouting: Matteo Jemoli
- Fisioterapista: Davide Zonca
- Fisioterapista: Matteo Bianchi
- Medico sociale: Michele De Grandi

Area marketing&ticketing
- Direttore commerciale: Marco Zamberletti
- Responsabile marketing ed eventi: Francesco Finazzer Flori
- Responsabile ticketing e merchandise: Luca Maffioli
- Responsabile stampa e comunicazione: Marco Gandini
- Social media manager: Federico Pisanti

## Roster
Aggiornato al 5 ottobre 2022.
| Openjobmetis Varese 2022-2023 | Openjobmetis Varese 2022-2023 |
| Giocatori                     | Staff tecnico                 |
| ----------------------------- | ----------------------------- |

| N. | Naz.                                           | Ruolo | Nome                  | Anno | Alt.   | Peso  |  |
| -- | ---------------------------------------------- | ----- | --------------------- | ---- | ------ | ----- |  |
| 4  | Stati Uniti (bandiera)                         | P     | Colbey Ross           | 1998 | 185 cm | 84 kg |  |
| 8  | Italia (bandiera)                              | GA    | Tomas Woldetensae     | 1998 | 196 cm | 89 kg |  |
| 10 | Italia (bandiera)                              | P     | Giovanni De Nicolao   | 1996 | 191 cm | 79 kg |  |
| 11 | Cina (bandiera) · Italia (bandiera)            | P     | Wei Lun Zhao          | 2005 | 182 cm | 74 kg |  |
| 12 | Stati Uniti (bandiera) · Porto Rico (bandiera) | A     | Justin Reyes          | 1995 | 193 cm | 93 kg |  |
| 13 | Italia (bandiera)                              | P     | Matteo Librizzi       | 2002 | 180 cm | 70 kg |  |
| 18 | Italia (bandiera)                              | A     | Nicolò Virginio       | 2003 | 205 cm | 92 kg |  |
| 21 | Italia (bandiera)                              | A     | Giancarlo Ferrero (C) | 1988 | 198 cm | 97 kg |  |
| 22 | Stati Uniti (bandiera)                         | G     | Markel Brown          | 1992 | 191 cm | 86 kg |  |
| 24 | Italia (bandiera)                              | A     | Elisèe Assui          | 2006 |        |       |  |
| 30 | Italia (bandiera)                              | C     | Guglielmo Caruso      | 1999 | 208 cm | 96 kg |  |
| 41 | Stati Uniti (bandiera)                         | C     | Tariq Owens           | 1995 | 208 cm | 93 kg |  |
| 92 | Stati Uniti (bandiera)                         | A     | Jaron Johnson         | 1992 | 198 cm | 93 kg |  |

| Allenatore                                                                   |
| - Matt Brase                                                                 |
| Assistente/i                                                                 |
| - Paolo Galbiati Legenda - (C) Capitano - (IN) Inattivo - Infortunato Roster |

## Mercato

### Sessione estiva
| Acquisti | Acquisti      | Acquisti         | Acquisti   | Acquisti |
| R.       | Nome          | da               | Modalità   |          |
| -------- | ------------- | ---------------- | ---------- | -------- |
| P        | Colbey Ross   | Nymburk          | svincolato |          |
| G        | Markel Brown  | Anversa Giants   | svincolato |          |
| A        | Jaron Johnson | UNICS Kazan'     | svincolato |          |
| C        | Tariq Owens   | Long Island Nets | svincolato |          |

| Cessioni | Cessioni         | Cessioni         | Cessioni       | Cessioni |
| R.       | Nome             | a                | Modalità       |          |
| -------- | ---------------- | ---------------- | -------------- | -------- |
| P        | Marcus Keene     | Strasburgo       | fine contratto |          |
| G        | Anthony Beane    | Free agent       | fine contratto |          |
| AG       | Paulius Sorokas  | Universo Treviso | fine contratto |          |
| AG       | Siim-Sander Vene | H. Gerusalemme   | fine contratto |          |